# Hastighetsåkning på skridskor vid olympiska vinterspelen 1960
Hastighetsåkning på skridskor vid olympiska vinterspelen 1960 i Squaw Valley, Kalifornien, USA innebar att för första gången tävlade damerna om officiella medaljer i olympiska spel. Tävlingarna höll från lördag 20 februari till tisdag 23 februari 1960 (damer) och från onsdag 24 februari till lördag 27 februari 1960 (herrar).

## Medaljsummering

### Herar
| Gren                     | Guld                                           | Guld         | Silver                         | Silver  | Brons                      | Brons   |
| 500 meter Detaljer...    | Jevgenij Grisjin Sovjetunionen                 | 40,2         | Bill Disney USA                | 40,3    | Rafael Gratj Sovjetunionen | 40,4    |
| 1 500 meter Detaljer...  | Roald Aas Norge Jevgenij Grisjin Sovjetunionen | 2:10,6       |                                |         | Boris Stenin Sovjetunionen | 2:11,5  |
| 5000 meter Detaljer...   | Viktor Kositjkin Sovjetunionen                 | 7:51,3       | Knut Johannesen Norge          | 8:00,8  | Jan Pesman Nederländerna   | 8:05,1  |
| 10 000 meter Detaljer... | Knut Johannesen Norge                          | 15:46,6 (VR) | Viktor Kositjkin Sovjetunionen | 15:49,2 | Kjell Bäckman Sverige      | 16:14,2 |

### Damer
| Gren                    | Guld                               | Guld   | Silver                             | Silver | Brons                       | Brons  |
| 500 meter Detaljer...   | Helga Haase Tysklands förenade lag | 45,9   | Natalja Dontjenko Sovjetunionen    | 46,0   | Jeanne Ashworth USA         | 46,1   |
| 1 000 meter Detaljer... | Klara Guseva Sovjetunionen         | 1:34,1 | Helga Haase Tysklands förenade lag | 1:34,3 | Tamara Rylova Sovjetunionen | 1:34,8 |
| 1 500 meter Detaljer... | Lidija Skoblikova Sovjetunionen    | 2:25,2 | Elwira Seroczyńska Polen           | 2:25,7 | Helena Pilejczyk Polen      | 2:26,1 |
| 3 000 meter Detaljer... | Lidija Skoblikova Sovjetunionen    | 5:14,3 | Valentina Stenina Sovjetunionen    | 5:16,9 | Eevi Huttunen Finland       | 5:21,0 |

## Medaljligan
| Pl.    | Nation                 | Guld | Silver | Brons | Totalt |
| ------ | ---------------------- | ---- | ------ | ----- | ------ |
| 1      | Sovjetunionen          | 5    | 4      | 3     | 12     |
| 2      | Norge                  | 2    | 1      | 0     | 3      |
| 3      | Tysklands förenade lag | 1    | 1      | 0     | 2      |
| 4      | Polen                  | 0    | 1      | 1     | 2      |
| 4      | USA                    | 0    | 1      | 1     | 2      |
| 6      | Finland                | 0    | 0      | 1     | 1      |
| 6      | Nederländerna          | 0    | 0      | 1     | 1      |
| 6      | Sverige                | 0    | 0      | 1     | 1      |
|        |                        |      |        |       |        |
| Totalt | Totalt                 | 8    | 8      | 8     | 24     |